# Caux-et-Sauzens

Caux-et-Sauzens este o comună în departamentul Aude din sudul Franței. În 1 ianuarie 2022 avea o populație de 1.013 de locuitori.